# アセン・ヨルダノフ
アセン・フリストフ・ヨルダノフ（ブルガリア語: Асен Христов Йорданов、英語: Asen Hristov Yordanov、 1896年9月2日 - 1967年10月19日）は、ブルガリアで生まれのちに米国に帰化した発明家、技術者、操縦者である。

## 概要
第一次大戦前のブルガリアで初期の航空機の設計・製造に携わったのち、1930年代以降は米国で主に航空技術に関する図解本の出版や、米軍兵器の操作・整備マニュアルの制作に関わった人物である。

## 生涯

### ブルガリアでの前半生
アセン・ヨルダノフは1896年、ブルガリアのソフィアに生まれた。1912年、16歳の時にグライダーを製作し、高度約10 mの高さにおいて12分間の飛行に成功した。1915年に第二次バルカン戦争が始まると、ヨルダノフは軍隊に志願し、ブルガリア初の航空機の設計・製造に携わった。

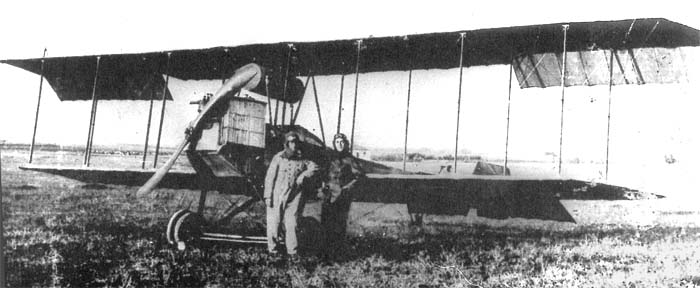
ヨルダノフが開発したブルガリア初の航空機「ヨルダノフ - I」

### 米国への移住
第一次大戦後、ヨルダノフは米国に移住し、カーチス・ライト社に入社する一方で、1930年代から40年代初頭にかけて航空技術に関する図解本をいくつか出版した。その後1940年に自らの会社「ヨルダノフ・アビエーション・コーポレーション」を設立したヨルダノフは、米国内のありとあらゆる航空機メーカーと協同し、ロッキードP-38戦闘機、カーチスP-40戦闘機、ボーイングB-17爆撃機、B-29爆撃機、コンソリデーテッドB-24爆撃機、ダグラス DC-3型旅客機・輸送機など、第二次世界大戦において活躍する多くの航空機の設計・製造に関わった。
これら航空機の設計・製造におけるヨルダノフの業績として特筆されうるものは、操縦・整備・保守に関する取扱説明書の制作に携わったことである。ヨルダノフの作成した取扱説明書は、複雑な操縦や整備手順をわかりやすく実用的な文章で説明する画期的なもので、第二次世界大戦における連合国の兵員養成期間の短縮に大きく貢献した。ヨルダノフはのちに米国国防総省の依頼を受け、航空機にとどまらず空母や潜水艦の操作・整備手順、航空無線・夜間飛行・気象学などといった分野についてのマニュアルの作成に幅広く携わった。

### 第二次大戦後、晩年
第二次大戦後、ヨルダノフは航空機・自動車用エアバッグの設計や初期の留守番電話の発明に関わり、1967年にニューヨーク州の病院で死去した。彼の業績を記念し、南極の南緯63度50分20秒、西経59度52分00秒地点にある湾には「ヨルダノフ湾」という名前が冠されている。